# مهدی عبدی (بازیکن فوتبال، زاده ۱۳۶۸)
مهدی عبدی (زاده ۱ فروردین ۱۳۶۸) بازیکن فوتبال اهل ایران است که در پست مدافع، برای  باشگاه فوتبال سایپا بازی می‌کند.